# Communauté de communes du Haut-Livradois
La communauté de communes du Haut-Livradois est une ancienne communauté de communes française, qui réunissait quinze communes, rattachées à deux anciens cantons de l'arrondissement d'Ambert, dans le département du Puy-de-Dôme en région Auvergne-Rhône-Alpes.

## Historique
La communauté de communes a été créée en 1999.

### 2001-2008
De 2001 à mars 2008 (renouvellement des conseils municipaux), la communauté de communes a été présidée par Georges Chometon, maire de Saint-Bonnet-le-Chastel, ancien président du conseil général du Puy-de-Dôme et ancien député du département, assisté de quatre vice-présidents :
- André Chassaigne, maire de Saint-Amant-Roche-Savine, député du Puy-de-Dôme ;
- Jean-Luc Coupat, maire de Saint-Éloy-la-Glacière, également conseiller général du canton de Saint-Amant-Roche-Savine depuis mars 2004 ;
- Dominique Giron, première adjointe au maire de Condat-lès-Montboissier, également conseillère générale du canton de Saint-Germain-l'Herm depuis mars 2004 ;
- Marcel Gourgouillon puis, après son décès, Jean-Noël Mahault, maires de Saint-Germain-l'Herm.

### 2008-2014
Le conseil de la communauté de communes, installé le 18 avril 2008, comprend trente délégués titulaires et autant de suppléants.
Il est présidé par Jean-Noël Mahault, maire de Saint-Germain-l'Herm, assisté de quatre vice-présidents :
- premier vice-président : Jean-Luc Coupat, maire de Saint-Éloy-la-Glacière, conseiller général du canton de Saint-Amant-Roche-Savine, chargé des politiques des enjeux de l'espace ;
- deuxième vice-président chargé des questions économiques et de l'énergie : Dominique Giron, maire de Condat-lès-Montboissier, conseillère générale du canton de Saint-Germain-l'Herm, vice-présidente du conseil général du Puy-de-Dôme, vice-présidente du SIVOM d'Ambert ;
- troisième vice-président, chargé de la jeunesse et du tourisme : Gaëlle Ernoul de la Chenelière, conseillère municipale de Saint-Amant-Roche-Savine ;
- quatrième vice-président, chargé des services aux personnes : Simon Rodier[1], maire de Saint-Bonnet-le-Chastel.

| Commune                  | Canton                   | Délégués titulaires                                             | Délégués titulaires                               |
| Commune                  | Canton                   | Maire                                                           | Conseiller municipal                              |
| ------------------------ | ------------------------ | --------------------------------------------------------------- | ------------------------------------------------- |
| Aix-la-Fayette           | Saint-Germain-l'Herm     | Guy Sauvadet                                                    | Alain Charmois                                    |
| Bertignat                | Saint-Amant-Roche-Savine | Claudette Imbault                                               | Michel Favier                                     |
| Chambon-sur-Dolore       | Saint-Germain-l'Herm     | Jean-Pierre Genestier                                           | Sylvie Lanleau                                    |
| Condat-lès-Montboissier  | Saint-Germain-l'Herm     | Dominique Giron (Mme), conseillère générale, 2e vice-présidente | Georges Courtine                                  |
| Échandelys               | Saint-Germain-l'Herm     | Michèle Dutour                                                  | Jean-Paul Coudeyras                               |
| Fayet-Ronaye             | Saint-Germain-l'Herm     | Claude Lecocq (M.)                                              | Yves Bouchet                                      |
| Fournols                 | Saint-Germain-l'Herm     | Pierre Méry                                                     | Robert Maillard                                   |
| Grandval                 | Saint-Amant-Roche-Savine | Jean-Louis Chantelauze                                          | Serge Chevaleyre                                  |
| Le Monestier             | Saint-Amant-Roche-Savine | Jean-Philip Pouget                                              | Gérard Faucher                                    |
| Saint-Amant-Roche-Savine | Saint-Amant-Roche-Savine | François Chassaigne (depuis 2010)                               | Gaëlle Ernoul de la Chenelière 3e vice-présidente |
| Saint-Bonnet-le-Bourg    | Saint-Germain-l'Herm     | Marie-France Rebord                                             | Jean-Paul Longeville                              |
| Saint-Bonnet-le-Chastel  | Saint-Germain-l'Herm     | Simon Rodier, 4e vice-président                                 | Patricia Gerome                                   |
| Saint-Éloy-la-Glacière   | Saint-Amant-Roche-Savine | Jean-Luc Coupat, conseiller général, 1er vice-président         | Guy Mayoux                                        |
| Saint-Germain-l'Herm     | Saint-Germain-l'Herm     | Jean-Noël Mahault président de la communauté                    | Alyette Gourgouillon                              |
| Sainte-Catherine         | Saint-Germain-l'Herm     | Jean-Yves Paulet                                                | Daniel Paulet                                     |

### Après 2014
La loi no 2015-991 du 7 août 2015 portant nouvelle organisation territoriale de la République, dite loi NOTRe, stipule que toute intercommunalité doit avoir une population supérieure à 15 000 habitants, avec des dérogations, sans pour autant descendre en dessous de 5 000 habitants. Avec une population inférieure à 4 000 habitants, cette intercommunalité ne peut plus se maintenir.
Le projet de schéma départemental de coopération intercommunale (SDCI) du Puy-de-Dôme, dévoilé en octobre 2015, proposait la fusion avec six autres communautés de communes rassemblées sur le bassin de vie d'Ambert (avec Livradois Porte d'Auvergne, Pays d'Ambert, Pays d'Arlanc, Pays de Cunlhat, Pays d'Olliergues et Vallée de l'Ance).
Adopté en mars 2016, le SDCI ne modifie pas ce périmètre.
L'arrêté préfectoral du 12 décembre 2016 prononce la fusion des sept communautés de communes précitées. La nouvelle structure intercommunale prend le nom de « communauté de communes Ambert Livradois Forez ».

## Territoire communautaire

### Géographie
La communauté de communes du Haut-Livradois est située au sud-est du département du Puy-de-Dôme. Elle jouxte les intercommunalités suivantes : Pays de Cunlhat au nord, Pays d'Olliergues et Pays d'Ambert à l'est, Livradois Porte d'Auvergne à l'est, Pays d'Arlanc au sud-est, Auzon Communauté (Haute-Loire) au sud-sud-ouest, Bassin minier Montagne au sud-ouest et Pays de Sauxillanges à l'ouest.
Le territoire communautaire est desservi principalement par les routes départementales 996 reliant Issoire à Ambert (avec la desserte de Saint-Amant-Roche-Savine) et 999 reliant Issoire à La Chaise-Dieu (avec desserte de Saint-Germain-l'Herm). Ces deux anciens chefs-lieux de canton sont reliés par les RD 37 et 39 passant par la commune siège, Fournols. En outre, la RD 300, reliant Saint-Germain-l'Herm à Arlanc, dessert également Saint-Bonnet-le-Chastel.

### Communes adhérentes
L'intercommunalité regroupe quinze communes. Avant le redécoupage des cantons du département, elle était constituée des cinq communes du canton de Saint-Amant-Roche-Savine et des dix communes du canton de Saint-Germain-l'Herm.
Toutes ces communes font partie (avec d'autres communes rattachées à d'autres structures intercommunales) du nouveau canton des Monts du Livradois depuis mars 2015. Elles sont par ailleurs toutes membres du parc naturel régional Livradois-Forez.
| Nom                      | Code Insee | Gentilé         | Superficie (km2) | Population (dernière pop. légale) | Densité (hab./km2) |
| ------------------------ | ---------- | --------------- | ---------------- | --------------------------------- | ------------------ |
| Fournols (siège)         | 63162      | Fournolais      | 29,02            | 325 (2014)                        | 11                 |
| Aix-la-Fayette           | 63002      | Aixois          | 13,00            | 75 (2014)                         | 5,8                |
| Bertignat                | 63037      | Bertignatois    | 24,31            | 460 (2014)                        | 19                 |
| Chambon-sur-Dolore       | 63076      | Chambonnaires   | 19,70            | 165 (2014)                        | 8,4                |
| Condat-lès-Montboissier  | 63119      |                 | 20,52            | 223 (2014)                        | 11                 |
| Échandelys               | 63142      |                 | 23,59            | 251 (2014)                        | 11                 |
| Fayet-Ronaye             | 63158      |                 | 20,25            | 102 (2014)                        | 5                  |
| Grandval                 | 63174      | Grandvalois     | 9,83             | 110 (2014)                        | 11                 |
| Le Monestier             | 63230      | Monestiérois    | 17,31            | 206 (2014)                        | 12                 |
| Saint-Amant-Roche-Savine | 63314      | Savinois        | 23,99            | 523 (2014)                        | 22                 |
| Saint-Bonnet-le-Bourg    | 63323      | Brayauds        | 20,04            | 136 (2014)                        | 6,8                |
| Saint-Bonnet-le-Chastel  | 63324      |                 | 23,47            | 209 (2014)                        | 8,9                |
| Sainte-Catherine         | 63328      |                 | 5,67             | 56 (2014)                         | 9,9                |
| Saint-Éloy-la-Glacière   | 63337      | Saint-Éloysiens | 12,02            | 59 (2014)                         | 4,9                |
| Saint-Germain-l'Herm     | 63353      | Saint-Germinois | 36,68            | 487 (2014)                        | 13                 |

### Démographie
| 1968  | 1975  | 1982  | 1990  | 1999  | 2008  | 2013  |
| ----- | ----- | ----- | ----- | ----- | ----- | ----- |
| 5 753 | 4 938 | 4 333 | 3 888 | 3 685 | 3 554 | 3 395 |

## Administration

### Siège
La communauté de communes siège à Fournols.

### Les élus
La communauté de communes est gérée par un conseil communautaire composé de 27 membres représentant chacune des communes membres.
Ils sont répartis comme suit :
| Nombre de délégués | Communes                                                                                                 |
| ------------------ | --- |
| 3                  | Bertignat, Saint-Amant-Roche-Savine, Saint-Germain-l'Herm                                                |
| 2                  | Chambon-sur-Dolore, Condat-lès-Montboissier, Échandelys, Fournols, Le Monestier, Saint-Bonnet-le-Chastel |
| 1                  | Aix-la-Fayette, Fayet-Ronaye, Grandval, Saint-Bonnet-le-Bourg, Saint-Éloy-la-Glacière, Sainte-Catherine  |

### Présidence
Le conseil communautaire, résultant du renouvellement des conseils municipaux les 23 et 30 mars 2014, se réunit pour la première fois le 16 avril 2014 et élit son bureau composé de :
- Jean-Luc Coupat (maire de Saint-Éloy-la-Glacière), président,
- Dominique Giron (maire de Condat-lès-Montboissier), 1re vice-présidente,
- Jean-Louis Chantelauze (maire de Grandval), 2e vice-président,
- Pierre Mery (maire de Fournols), 3e vice-président,
- Olivier Hoenner (maire de Saint-Germain-l'Herm), 4e vice-président,
- le président et les quatre vice-présidents devraient être assistés, dans le bureau, des maires de Saint-Amant-Roche-Savine (François Chassaigne) et Bertignat.

### Régime fiscal et budget
La communauté de communes est soumise à la taxe professionnelle unique.

## Culture
Les communes de la communauté sont chaque année le cadre, entre autres manifestations :
- du festival de musique classique « Harmonies en Livradois », de la fin juin à la fin août, dont les représentations ont lieu dans diverses églises paroissiales (avec un concert supplémentaire donné en l'église Saint-Jean à Ambert) ;
- du Festival artistique et culturel du Haut-Livradois, se déroulant sur huit jours à la fin du mois de juillet, et dont les manifestations, essentiellement musicales, sont données dans diverses communes de la communauté (avec un concert supplémentaire au Vernet-la-Varenne).

Il existe une Association des médiathèques du Haut-Livradois, qui gère un réseau de trois médiathèques situées dans trois des quatre communes les plus peuplées de la communauté (Fournols, Saint-Germain-l'Herm et Saint-Amant-Roche-Savine).

### Sources
- « CC du Haut Livradois » dans la base nationale sur l'intercommunalité (page consultée le 5 décembre 2015).